# První most thajsko-laoského přátelství
První most thajsko-laoského přátelství (thajsky สะพานมิตรภาพ ไทย-ลาว แห่งที่ 1, sà.pʰaːn mít.trà.pʰâːp tʰai laːw hɛ̀ŋ tʰîː nɯ̀ŋ; laosky ຂົວມິດຕະພາບ ລາວ-ໄທ ແຫ່ງທຳອິດ kʰǔa mit.ta.pʰâːp láːw tʰai tʰám ǐt) je most překonávající řeku Mekong mezi provinciemi Nong Khai v Thajsku a Vientiane v Laosu.
Most byl otevřen 8. dubna 1994 jako první most na dolním toku řeky Mekong a v pořadí druhý most na řece vůbec.

## Stavba
Most je dlouhý 1170 metrů. Z konstrukčního hlediska jde o komorový most postavený z předpjatého betonu, opatřený horní mostovkou, která je řešena jako spojitý nosník. Na mostovce jsou dva 3,5 metru široké jízdní pruhy a dva 1,5 metru široké pruhy pro pěší. Uprostřed mezi jízdními pruhy vede železniční trať o rozchodu 1000 mm. Výstavba nosné konstrukce byla provedena letmou betonáží.
Náklady na stavbu činily 42 milionů australských dolarů (30 milionů amerických dolarů), které poskytla australská vláda v rámci rozvojové pomoci. Most byl stavěn australskými stavebními společnostmi, aby demonstroval jejich potenciál pro velké infrastrukturní projekty v jihovýchodní Asii. Toto smíšení rozvojové pomoci s národními ekonomickými zájmy některé nevládní organizace kritizovaly.

## Doprava
Most umožňuje pozemní spojení thajského hlavního města Bangkoku s hlavním městem Laosu Vientiane.

### Nemotorizovaný provoz
Ačkoliv má most pruhy pro pěší, chůze po mostě není povolena. Chodci a cyklisté musí používat pravidelnou kyvadlovou dopravu mezi dvěma hraničními stanovišti nebo železnici.

### Silniční doprava

Přechod z pravostranného provozu na levostranný provoz na laoské straně v roce 2003, před instalací semaforů

Most je součástí asijské dálnice AH12. Na thajské straně zde končí rychlostní silnice Thanon Mittraphap („Dálnice přátelství“, či oficiálně Silnice č. 2).
Na laoské straně se mezi hraniční budovou a nájezdem na most nachází „přechod“ z levostranného provozu který je obvyklý v Laosu, na pravostranný provoz, který platí v Thajsku. Přechod je úrovňovým silničním křížením ve tvaru písmene X, provoz na něm je řízen světelným signalizačním zařízením.

### Železniční doprava
Železniční trať vede po mostě již od roku 1994 a v souvislosti s tím byla přemístěna i železniční stanice Nong Khai na nové místo blíže mostu.
20. března 2004 byla mezi Thajskem a Laosem podepsána dohoda o další dostavbě železniční trati vedoucí přes most. Stavba první části vedoucí k nově postavenému nádraží Thanaleng s budovami hraniční stráže a cizinecké policie započala v roce 2007 a dokončena byla o dva roky později. Slavnostní otevření proběhlo 5. května 2009 za účasti princezny Maha Čakrí Sirindhorn. Provoz na trati začal koncem března 2009, provozovatelem dopravy jsou Thajské státní dráhy.
Od února 2010 most příležitostně využívá i Eastern and Oriental Express.